# Bjugn
Bjugn je obec v kraji Trøndelag v Norsku. V roce 2010 v ní žilo 4548 obyvatel. Je součástí regionu Fosen. Správním centrem obce je vesnice Botngård. Další vesnice v obci jsou Høybakken, Jøssund, Lysøysundet, Nes, Oksvoll a Vallersund.